# Nangō (Miyazaki)
Pour les articles homonymes, voir Nangō.
Nangō (南郷町, Nangō-chō, litt. province du sud) est un ancien bourg du district de Minaminaka (préfecture de Miyazaki), au Japon.

## Géographie

### Démographie
Le 1er décembre 2007, Nangō comptait 11 112 habitants, répartis sur une superficie de 63,17 km2 (densité de population de 176 hab./km2).

## Histoire
Nangō a d'abord été un village, fondé le 1er mai 1889, par la fusion des villages de Taninokuchi, Wakimoto, Nienami, Tsuyano, Nakamura et Katagami. Le 1er décembre 1940, le village est officiellement devenu un bourg. Il est rattaché, depuis le 30 mars 2009, à la ville de Nichinan.